# فرانز بيتر
فرانز بيتر (بالبولندية: Franciszek Peter)‏ هو مهندس وضابط بولندي، ولد في 8 أكتوبر 1896 في فيينا في النمسا، وتوفي في 1968 في وارسو في بولندا.